# گوروپراساد
گوروپراساد (زاده ۲ نوامبر ۱۹۷۲ – درگذشته اکتبر ۲۰۲۴) کارگردان و بازیگر هندی در صنعت فیلم کانادا بود. اولین فیلم او به‌عنوان کارگردان فیلم ماتا در سال ۲۰۰۶ بود که تبدیل به یک فیلم کالت شد و دومین فیلم او به‌عنوان کارگردان ادلو مانجوناتا است.هر دو فیلم نقدهای مثبتی دریافت کردند و برای بسیاری از بخش‌های جوایز در نظر گرفته شدند. او برای به تصویر کشیدن طنز به شیوه‌ای واقع‌گرایانه روی پرده شهرت داشت.